# برج وان مسکو
برج وان مسکو (به لاتین: One Tower) یک ساختمان در روسیه است که در مسکو واقع شده‌است.